# Alles moet weg (film)
Alles moet weg is een Vlaamse film van Jan Verheyen uit 1996. Het verhaal is gebaseerd op de gelijknamige roman van Tom Lanoye.

## Verhaal
Tony is een homoseksuele student rechten die er niets van bakt aan de universiteit. Hij besluit er plots de brui aan te geven wanneer zijn ouders op reis zijn naar Australië. Hij wil namelijk verkoper worden. Leuren blijkt al snel moeilijker te zijn dan hij had verwacht.
Hij ontmoet in een café Antoine Verbiest, een luitenant bij de Rijkswacht. Antoine zit met een probleem: hij heeft een discobar voor het bruidsfeest van zijn zoon besteld maar de mensen die hij inhuurde zijn gaan lopen na technische problemen. Tony stelt voor de luidsprekers van zijn wagen te gebruiken en strijkt er een aardige som geld mee op. Hij liegt tegen Verbiest dat hij bij de Belgische para’s zit en op weg is naar een geheime missie in Belgisch-Kongo, maar zijn gesprekspartner was zelf lid van de para’s, waardoor liegen meteen een stuk moeilijker wordt. Antoine Verbiest krijgt sympathie voor Tony en vraagt de genodigden om De Vlaamse Leeuw aan hem op te dragen. Tijdens het gezang gaat Tony er met zijn Ford Transit vandoor. Verbiest staat voor schut.
Soo, een oprechte vriend van Tony, gelooft in Tony’s verzonnen verhalen over goede verkoop en snelle winst. Hij stelt voor een paar dagen met Tony mee te gaan verkopen hoewel hij in volle aanloop naar de examens zit. Tony wijst het voorstel af.
Onderweg wordt Tony verrast door Andreeke, een dief op de motor. Hij vraagt Tony hem te helpen een opslagplaats vol gestolen goederen leeg te halen. Intussen begint de crimineel zijn levensverhaal te vertellen. De tegenslagen uit zijn leven komen ter sprake: zijn vriendin die hem bedroog en verliet, zijn gevangenisstraffen voor drugsbezit en bankoverval, zijn moeder die stierf tijdens zijn gevangenschap en een bloemenzaak die hij opende en failliet ging. Tony en Andreeke kunnen het al snel goed met elkaar vinden en ze breken samen binnen in de villa van Tony’s ouders. Daar ontdekt Andreeke cocaïne en sadomasochistisch speelgoed in de kast. De twee inbrekers raken dronken en veranderen het huis in een puinhoop. Wanneer Tony’s ouders de volgende dag bellen vanuit Australië zegt Andreeke aan de telefoon dat ze de villa hebben overvallen, hun cocaïne hebben gevonden en dat hun zoon homoseksueel is.
Tony beseft dat hij nog maar weinig geld heeft opgestreken en gooit het dan maar over een andere boeg: hij gaat lucht verkopen. Hij doet zich voor als een verzekeringsadviseur en probeert geld afhandig te maken van een oude vrouw. Het plan draait uit op een fiasco. De vrouw blijkt dement en wil hem betalen met pruljuwelen. Wanneer Tony zich terug op de weg begeeft komt hij Verbiest tegen. Hij is nog niet vergeten dat Tony hem op het bruiloftsfeest heeft belogen en vernedert hem fysiek. Tony zoekt toevlucht bij zijn vriend Soo en komt opnieuw aandraven met een indianenverhaal. Soo voelt zich gebruikt en eist dat Tony de waarheid onder ogen ziet en toegeeft dat er niets van zijn grote plannen is gekomen. Tony is te trots om zijn ongelijk toe te geven en gaat ervandoor. Hij zoekt Andreeke op in het café dat hij heeft opgestart maar ziet hoe de inboedel van het café in beslag wordt genomen. Andreeke heeft geen cent over en zit vol rancune. Hij weet Tony ervan te overtuigen een bank te overvallen. De bankoverval loopt totaal uit de hand.

## Rolverdeling
| Acteur              | Personage        |
| ------------------- | ---------------- |
| Stany Crets         | Tony Hanssen     |
| Peter Van den Begin | Andreeke         |
| Bart De Pauw        | Soo De Paepe     |
| Jaak Van Assche     | Antoine Verbiest |
| Camilia Blereau     | madame Verbiest  |
| Eric Van Herreweghe | cafébaas         |
| Alice Toen          | Elza De Moor     |
| Frank Vercruyssen   | Ricardo          |
| Axel Daeseleire     | rijkswachter     |
| Dirk Lavrysen       | garagehouder     |
| Toon Brouwers       | professor        |
| Fred Van Kuyk       | bankloper 1      |
| Steven Segers       | bankloper 2      |
| Luk D'Heu           | verhuizer        |
| Jorgen Cassiers     | bruidegom        |
| Natasja Morren      | bruid            |
| Alain Van Goethem   | student          |
| Marie-Roos Dingenen | volksvrouw       |

## Locatie
De film werd in België op locatie gedraaid. Er werden scènes opgenomen in de gemeenten Bertem, Brussel, Doel, Orp-Jauche, Linkebeek, Kruishoutem, Pepingen, Sint-Pieters-Leeuw. Verder werd er gedraaid in de deelgemeente Strépy-Bracquegnies en het Antwerpse stadsdeel Linkeroever. In een gebouw tegenover het Justitiepaleis op het Poelaertplein zijn een aantal flashbacks, de scènes in de kamer van Soo en de scène in de ziekenhuiskamer gedraaid. Het gebouw is intussen afgebroken. De scène waarin een bankoverval wordt gepleegd, is opgenomen op het dorpsplein van Sint-Pieters-Leeuw. De bank in de scène is in werkelijkheid het gemeentehuis.

## Nominaties
- Joseph Plateau Prijzen 1997
  - Prijs voor de beste Belgische acteur – Stany Crets (nominatie)
  - Prijs voor de beste Belgische acteur – Peter Van den Begin (nominatie)
  - Prijs voor de beste Belgische film – Jan Verheyen (nominatie)

## Verdere informatie
De film is gedraaid in 25 dagen. Voor een langspeelfilm is dat een zeer korte tijd. De scène waarbij Tony Hanssen en Andreeke in het huis van Tony’s ouders inbreken, komt niet uit het boek. In een bepaalde scène snuiven Tony en Andreeke zogezegd cocaïne, hiervoor werd poedersuiker gebruikt. Alles moet weg trok slechts 50.000 personen naar de filmzalen. De muziek in de film is van Noordkaap.

## In populaire cultuur
In het programma Schalkse Ruiters maakten Peter Van den Begin en Stany Crets zelf een parodie op een scène in de film waarin beiden in bad bekvechten over de basis van een goeddraaiende bloemenwinkel. De parodie omvat een Spaanse versie, een Duitse versie, een Zuid-Afrikaanse versie en een musicalversie van de scène.